# Caladenia mesocera
Caladenia mesocera é uma espécie de orquídea, família Orchidaceae, endêmica do sudoeste da Austrália, onde cresce isolada ou em pequenos grupos esparsos, em bosques e afloramentos de granito, nas areias ao redor de lagos salgados e planícies sazonalmente alagadiças, distingue-se das outras espécies de Caladenia por suas flores de labelo que mimetiza insetos, composto por cabeça e abdome pubescentes com brilhos metálicos. São plantas com uma única folha basal pubescente e uma inflorescência rija, fina e pubescente, com uma ou poucas flores, de sépalas e pétalas similares, verde-pálido, com uma lista central avermelhada, e labelo pendurado de istmo carnoso que brota do pé da coluna. É polinizada apenas pelo macho de uma única espécie de vespa.

## Publicação e sinônimos
- Caladenia mesocera Hopper & A.P.Br., Nuytsia 14: 171 (2001).

Sinônimos homotípicos:
- Drakonorchis mesocera (Hopper & A.P.Br.) D.L.Jones & M.A.Clem., Orchadian 13: 456 (2002).